# Жуасбек, Еркин Тлеукулович
Еркин Тлеукулович Жуасбек (24.04.1965) — известный казахстанский театральный менеджер, драматург, кандидат искусствоведения, Заслуженный деятель Казахстана, Директор Казахского государственного академического драматического театра имени М.Ауэзова.

## Биография
Родился 24 апреля 1965 года в селе Сарыбарак Байзакского района Жамбылской области. С 1982 по 1988 год окончил Алматинский государственный театрально-художественный институт по специальности «Актер театра и кино».

## Трудовая деятельность
Трудовую деятельность начал в 1988—1990 годах старшим лаборантом института литературы и искусства им. М. Ауэзова. С 1990 по 1993 годы учился в аспирантуре Национальной академии наук. В 1994 году защитил диссертацию на тему «Становление казахского театра кукол» в Институте литературы и искусства Национальной академии наук. С 1994 по 1996 год преподавал историю казахского и мирового театра в Институте театра и кино им. Т. Жургенова. В те годы он был также научным сотрудником института литературы и искусства им. М. Ауэзова. С 1996 по 1997 год работал заведующим отделом Республиканского научного центра культуры. С 1997 по 1999 годы возглавлял отдел театра и искусства в Комитете культуры Министерства образования и культуры Республики Казахстан. В 1999 году был назначен директором Республиканского Немецкого драматического театра. В 2001 году переведен на должность административного директора Казахского государственного академического драматического театра имени М. Ауэзова. На этой должности он проработал до 2008 года. 2008—2013 гг. — директор Академического казахского музыкально-драматического театра им. К. Куанышбаева. 2013—2015 был директором и художественным руководителем Казахского государственного академического драматического театра им. М. Ауэзова. 2016 по 2020 год работал художественным руководителем Казахского государственного академического театра для детей и юношества имени Г. Мусрепова. 5 марта 2020 года назначен директором Казахского государственного академического драматического театра имени М. Ауэзова.

## Награды и звания
1. Кандидат искусствоведения
2. Заслуженный деятель Казахстана (2019)